# Hemithea (Schwester der Parthenos)
Hemithea (altgriechisch Ἡμιθέα Hēmithéa, deutsch ‚Halbgöttin‘) ist eine Heilgottheit in der griechischen Mythologie. Sie war ursprünglich eine Sterbliche, hieß Molpadia und war die Tochter des Staphylos und der Chrysothemis und die Schwester der Parthenos und der Rhoio.

## Mythos
Der strenge Vater hatte bereits die Rhoio, die von Apollon verführt worden war, in eine Kiste sperren und auf dem Meer aussetzen lassen, da geschah es, dass Molpadia und ihre Schwester Parthenos, als sie über den Wein ihres Vaters wachen sollten, in Schlaf fielen und während dessen Schweine die Weinkrüge umstürzten, so dass der Wein verdarb. In ihrer Angst vor des Vaters Strafe stürzten sich darauf die Geschwister von einer Klippe in das Meer, wurden aber von Apollon gerettet und unter die Götter erhoben, wobei Molpadia den Namen Hemithea erhielt.
So Diodor. Eine gänzlich andere Geschichte erzählt Parthenios: Hier erfährt Staphylos, der Sohn des Dionysos, von einem Gastfreund namens Lyrkos, Sohn des Phoroneus, dass das Orakel von Didyma diesem verheißen hat, dass er mit der ersten Frau, der er beiliegt, einen Sohn zeugen werde. Staphylos machte daraufhin Lyrkos betrunken und legte ihm Hemithea in das Bett. Am anderen Morgen war Lyrkos zwar zornig über den Samenraub, hinterließ aber doch einen Gürtel als ein Erkennungszeichen für den künftigen Erben. Als der Sohn, der Basilos heißt, dann erwachsen geworden war, begab er sich zu seinem Vater, der ihn auch anerkannte.

## Heiligtum
Nach Diodor wurde Hemithea zur Göttin eines Heiligtums in der Stadt Kastabos auf dem karischen Chersones. Dort war sie hochgeehrt, da sie allen Kranken, die ihr Heiligtum aufsuchten, leibhaftig im Schlaf erschien und sie heilte (Enkoimesis). Nur wer ein Schwein berührt oder Schweinefleisch gegessen hatte, durfte das Heiligtum nicht betreten. Auch bei Frauen in den Nöten des Kindbetts zeigte sie sich hilfreich.
Aus diesem Grund blühte das Heiligtum und erhielt sehr zahlreiche Votivgaben. Nach Diodor sollen sogar die Perser, die sämtliche Heiligtümer der Küste geplündert hatten, vor der Göttin solchen Respekt gehabt haben, dass sie von den Schätzen des Tempels nichts antasteten.